# Leptomyxida
Leptomyxida – rząd ameb należących do supergrupy Amoebozoa w klasyfikacji Cavaliera-Smitha. Klasyfikacja Adl'a traktuje Euamoebida jako klad.
Należą tutaj następujące rodziny i rodzaje według Cavalier-Smitha:
- Rodzina Leptomyxidae (Pussard and Pons, 1976)
  - Rodzaj Leptomyxa
  - Rodzaj Rhizamoeba
- Rodzina Flabellulidae Bovee, 1970
  - Rodzaj Flabellula
  - Rodzaj Paraflabellula
- Rodzina Gephyramoebidae Pussard and Pons, 1976
  - Rodzaj Gephyramoeba

W klasyfikacji Adl'a wyróżniamy następujące rodzaje:
- Flabellula
- Gephyramoeba
- Leptomyxa
- Paraflabellula
- Rhizamoeba